# La Fosse aux lions (groupe armé)
Pour les articles homonymes, voir La Fosse aux lions (homonymie).
La Fosse aux lions (en arabe : عرين الأسود) est un groupe armé palestinien opérant en Cisjordanie occupée par Israël. Le groupe a émergé en août 2022, à la suite de l'assassinat par les forces israéliennes d'Ibrahim Al-Nabulsi, un militant de Naplouse, surnommé « Le Lion de Naplouse »,. Il comprend des membres d'autres organisations palestiniennes et serait basé dans la vieille ville de Naplouse,.
L'organisation a été fondée par un Palestinien de 25 ans du nom de Mohammed al-Azizi, plus communément appelé « Abu Saleh », et son ami Abdel Rahman Suboh, ou « Abu Adam », âgé de 28 ans. Ils ont tous deux été tués dans des combats en juillet 2022,. 
Les membres du groupe sont passés de 60 en septembre 2022 à entre 10 et 30 en mars 2023, selon différentes estimations. Certains membres ont été tués lors de raids israéliens, tandis qu’une trentaine se sont livrés à l’Autorité palestinienne après s’être vu promettre une protection contre les représailles israéliennes en échange de la remise de leurs armes et de l’acceptation de quelques mois de détention. Au total, 200 jeunes Palestiniens ont été engagés au sein du groupe et ont été tués pour une majorité d'entre eux.

## Contexte
Après les affrontements israélo-palestiniens de mai 2021, les villes palestiniennes ont vu l’émergence de nouveaux « bataillons » revendiquant leur indépendance vis-à-vis des factions traditionnelles. Leurs membres sont jeunes et tentent de protéger leurs villes des incursions de l’armée israélienne en attaquant directement soldats et colons israéliens. Ces groupes bénéficient d'une immense popularité mais présentent un visage désuni, n'étant organisés qu'à l’échelle d'une communauté ou d'une ville du fait du morcellement du territoire palestinien.
À Naplouse, où à émergé La Fosse aux lions, les jeunes palestiniens grandissent dans l’admiration de la seconde intifada, le rejet d’une Autorité palestinienne jugée corrompue et complice d’Israël, la frustration de l’occupation et l’absence de perspectives.
L'année 2022 est la plus meurtrière en Cisjordanie pour les Palestiniens depuis 2015. À la suite de l'assassinat d'un soldat israélien le 11 octobre 2022, dont la Fosse aux lions a revendiqué la responsabilité, l'armée israélienne a imposé un blocus aux 200 000 habitants de Naplouse,.  Elle a effectué plus de 2 000 raids en Cisjordanie, notamment dans les secteurs de Jénine et Naplouse, causant plus de 150 morts palestiniens selon l’ONU.

## Déroulement
Le 15 août, la première mention du groupe est faite par les médias palestiniens. Le groupe a revendiqué une attaque contre des soldats de Tsahal à Rujeib, en Cisjordanie.
Le 2 septembre, le groupe organise son premier rassemblement à Naplouse, en l'honneur de deux membres du Jihad islamique palestinien qui avaient été tués en juillet. Le 9 septembre, la police israélienne a déclaré qu'elle avait déjoué un plan du groupe visant à mener une attaque à grande échelle dans le sud de Tel-Aviv et a arrêté un suspect qui tentait d'entrer dans la ville avec deux bombes artisanales et une mitraillette,. Le 19 septembre, un commandant des brigades Izz al-Din al-Qassam, Musaba Shtayyeh, a été arrêté par des militaires de l'Autorité palestinienne à Naplouse, ce qui a entraîné des affrontements entre des centaines de militants et les forces de sécurité, entraînant la mort d'un civil par la force de l'AP. Les forces de sécurité palestiniennes ont déclaré avoir découvert que Shtayyeh était également membre de la fosse aux lions. Le 22 septembre, des balles sont tirées sur la colonie israélienne de Har Brakha et un poste militaire voisin. Tsahal a déclaré avoir trouvé 60 douilles à proximité. La fosse aux lions a revendiqué la responsabilité. Le 25 septembre, un membre du groupe est tué dans une embuscade des FDI.
Le 2 octobre, un taxi et un bus ont été visés par des militants près d'Elon Moreh en Cisjordanie, blessant un chauffeur de taxi. Une manifestation de colons israéliens locaux pour protester contre l'incident a été visée par des coups de feu, blessant un soldat. La fosse aux lions a revendiqué la responsabilité des attaques,. Des balles sont tirées sur les troupes israéliennes près d'Itamar et de Beita sans faire de blessé. Le 5 octobre, un raid de Tsahal pour retrouver les suspects des attentats du 2 octobre permet l'arrestation d'un membre du groupe et a entraîné la mort d'un militant. 
Le 11 octobre, des colons israéliens ont organisé une manifestation à Jérusalem pour protester contre les récentes attaques. Un soldat israélien de 21 ans qui avait été chargé de défendre le groupe a été tué par balle. La fosse aux lions a revendiqué la responsabilité. Selon le Jerusalem Post, les médias israéliens ont rapporté que le Premier ministre Yaïr Lapid, le Premier ministre suppléant Naftali Bennett et le ministre de la Défense Benny Gantz ainsi que les chefs du Mossad et du Shin Bet israéliens, se sont rencontrés pour discuter du groupe et des récentes escalades en Cisjordanie. Le 18 octobre, Suhaib Shtayyeh, le frère cadet de Musaba Shtayyeh, a été identifié comme membre du groupe et arrêté par les FDI. Le 23 octobre, Tamer al-Kilani, membre fondateur du groupe, est tué par une bombe posée sur une moto à Naplouse, en Cisjordanie occupée. Le 25 octobre, des soldats israéliens ont fait une descente dans un appartement à Naplouse utilisé par le groupe comme quartier général. Cinq Palestiniens ont été tués, dont le meneur et cofondateur Wadee al-Houh. Les habitants ont affirmé que deux n'étaient pas des militants du groupe, mais Tsahal a contesté l'information. Des manifestations ont éclaté dans la ville de Nabi Saleh quelques heures après le raid, entraînant la mort d'un Palestinien par des soldats israéliens.
Les 5 et 6 décembre, des soldats israéliens et un poste de l'armée sont ciblés par des coups de feu en Cisjordanie.
Le groupe a connu une montée en popularité auprès des Palestiniens de Cisjordanie, partageant régulièrement des vidéos de leurs attaques sur TikTok et Telegram. Leur compte TikTok a été suspendu en octobre 2022, conduisant le groupe à publier le reste de leurs vidéos sur leur compte Telegram, qui compte 130 000 abonnés au 20 octobre 2022,.